# Eliza Pieciul-Karmińska

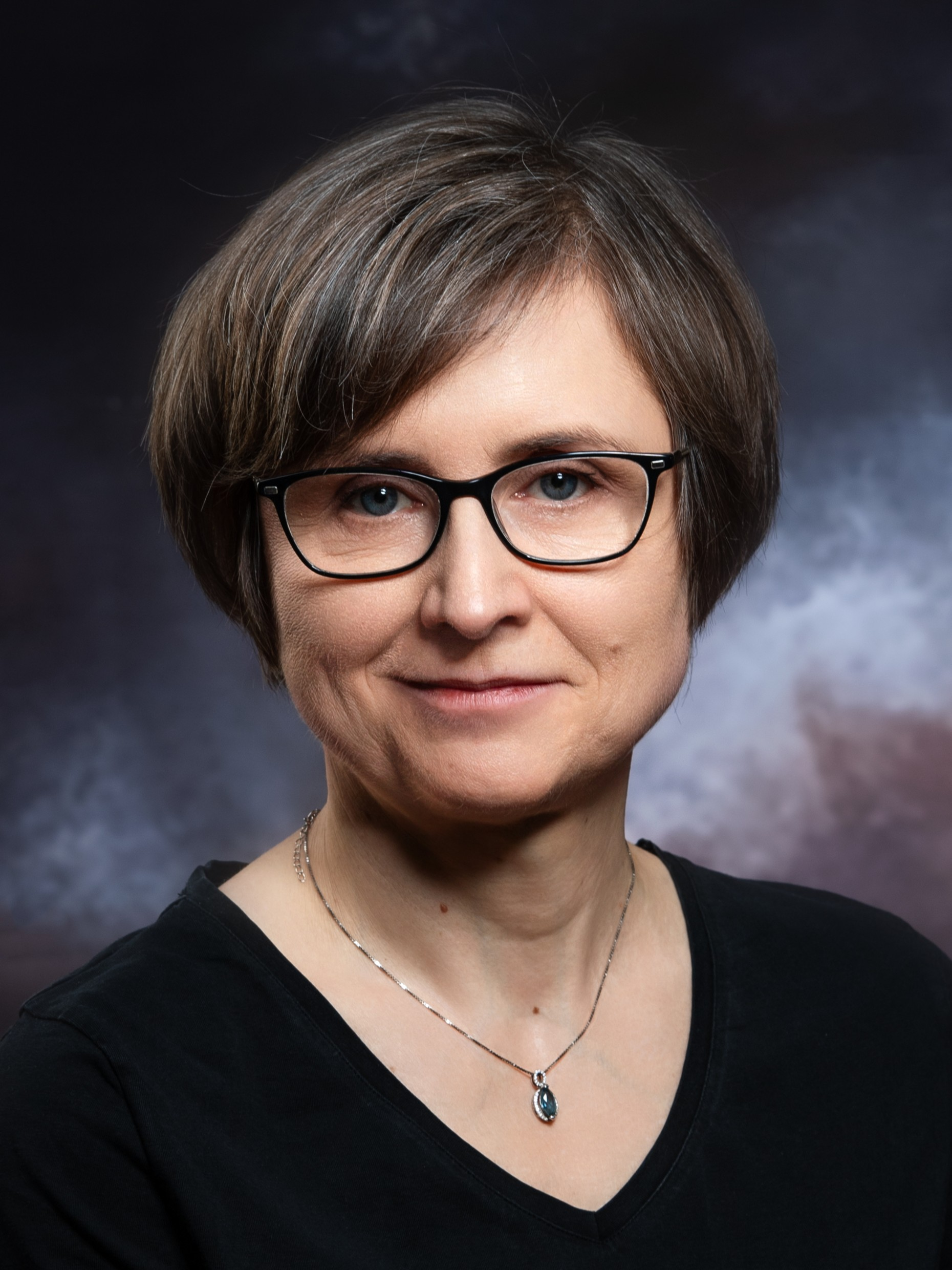
Eliza Pieciul-Karmińska (2025)

Eliza Pieciul-Karmińska (ur. 21 grudnia 1972 w Szczecinie) – polska germanistka i tłumaczka z języka niemieckiego, doktor habilitowana nauk humanistycznych, profesorka Uniwersytetu  im. Adama Mickiewicza w Poznaniu, członkini Stowarzyszenia Tłumaczy Literatury.  

## Życiorys
W latach 1991–1996 studiowała lingwistykę stosowaną w zakresie języka niemieckiego, angielskiego i rosyjskiego w Katedrze Glottodydaktyki i Translatoryki Uniwersytetu im. Adama Mickiewicza (obecnie Instytut Lingwistyki Stosowanej). W grudniu 2000 uzyskała stopień doktora w zakresie językoznawstwa stosowanego na podstawie rozprawy z zakresu onomastyki literackiej:  Personennamen in deutsch-polnischer Translation. Eine kontrastive Studie aufgrund von ausgewählten Prosawerken von Thomas Mann (ukazała się w druku w: Frankfurt a. M: Peter Lang Verlag 2003).
W roku 2008 uzyskała stopień doktora habilitowanego w zakresie nauk humanistycznych na podstawie rozprawy: Językowy obraz Boga i świata. O przekładzie teologii niemieckiej na język polski (Poznań: Wydawnictwo Poznańskie 2007).
Od roku 2019 pracuje w Instytucie Lingwistyki Stosowanej w Zakładzie Komunikacji Multimodalnej na stanowisku profesora uczelni, gdzie zajmuje się dydaktyką przekładu niemiecko-polskiego. 

## Badania nad twórczością braci Grimm
Pieciul-Karmińska jest badaczką i tłumaczką baśni braci Grimm (oryg. Kinder- und Hausmärchen), a jej przekłady opierają się na różnych edycjach oryginału.
W roku 2009 opublikowała Baśnie braci Grimm (z ilustracjami Adolfa Borna), obejmujące tzw. „małe wydanie” zbioru obejmujące pięćdziesiąt tekstów wybranych przez Wilhelma Grimma z myślą o młodych czytelnikach (pierwsze wydanie: 1825).
W 2010 ukazały się Baśnie dla dzieci i dla domu (z ilustracjami Ottona von Ubbelohde), czyli „wielkie wydanie” oryginalnego zbioru opartego na siódmej edycji z roku 1857 (tzw. „Ausgabe letzter Hand”). 
W roku 2021 opublikowane zostały Baśnie wybrane braci Grimm na podstawie II wydania z roku 1819” (z ilustracjami Marcina Minora), czyli 15 baśni opartych na drugim wydaniu oryginału z roku 1819.
W roku  2023 ukazał się  tom Żyli długo i szczęśliwie, póki nie umarli. Nieznane baśnie braci Grimm (z ilustracjami Michaliny Jurczyk), zawiera pięćdziesiąt nietłumaczonych jeszcze na język polski fabuł z pierwszego wydania oryginału 1812/1815. Karmińska była pomysłodawczynią edycji opartej na pierwotnej edycji niemieckiego zbioru, a także autorką wyboru baśni, posłowia i aneksu.
W roku 2018 za sprawą publikacji Nadpisane w tłumaczeniu  na portalu „Lubimy czytać” doprowadziła do wycofania z rynku wadliwej publikacji baśni wydawnictwa WasPos.
W roku 2023 razem z kustosz dyplomowaną Renatą Wilgosiewicz-Skutecką z Oddziału Zbiorów Specjalnych Biblioteki Uniwersyteckiej w Poznaniu dokonała odkrycia 34 dzieł z prywatnej biblioteki braci Grimm, które od II wojny światowej uchodziły za zaginione. Wśród odnalezionych książek znajduje się także pierwsze wydanie powieści Przygody Simplicissimusa z roku 1669. Odkrycie odbiło się szerokim echem w mediach krajowych i zagranicznych.
Karmińska prowadzi działalność popularyzatorską. W kwartalniku „Przekrój” publikowała teksty przybliżające baśnie braci Grimm.

## Inne przekłady
Przetłumaczyła także dzieła E.T.A. Hoffmanna –  w roku 2011 ukazał się w jej przekładzie Dziadek do Orzechów i Król Myszy, w 2014 Tajemnicze dziecko, w 2015 wybór Złoty garnek i inne opowiadania, Piaskun, Don Giovanni). Tłumaczy też współczesną literaturę dla dzieci – w jej przekładzie ukazały się książki Ulricha Huba: Lisy nie kłamią (2022), Nie skakać na bombę! (2023). Kulawa kaczka i ślepa kura (2022) została wystawiona w Teatrze Guliwer w Warszawie (premiera czerwiec 2024) oraz w Teatrze Lalek we Wrocławiu (premiera listopad 2024).
Jest także autorką przekładów z zakresu teologii i historii. W jej tłumaczeniu ukazał się m.in. Duch liturgii Josepha Ratzingera (2001) oraz liczne książki niemieckiego biblisty Gerharda Lohfinka. Była główną tłumaczką tekstów zamieszczonych w antologii pod red. E. Piotrowskiego i T. Węcławskiego pt.: Praeceptores. Teologia i teologowie kręgu języka niemieckiego (Poznań: Wydawnictwo Poznańskie 2005) (tom 21 serii Poznańska Biblioteka Niemiecka pod red. prof. Huberta Orłowskiego.
Karmińska współpracuje z Wydawnictwem Media Rodzina i Wydawnictwem Dwie Siostry.